# Тотоникапан (департамент)
Тотоникапан (на испански: Totonicapán) е един от двадесет и двата департамента на Гватемала. Столицата на департамента е едноименния град Тотоникапан. Населението на депертамента е 553 400 жители (по изчисления от юни 2016 г.).

## Общини
Тотоникапан е разделен на 8 общини някои от които са:
1. Момостенанго
2. Сан Бартоло
3. Сан Кристобал Тотоникапан
4. Тотоникапан